# 赤嘴潜鸭

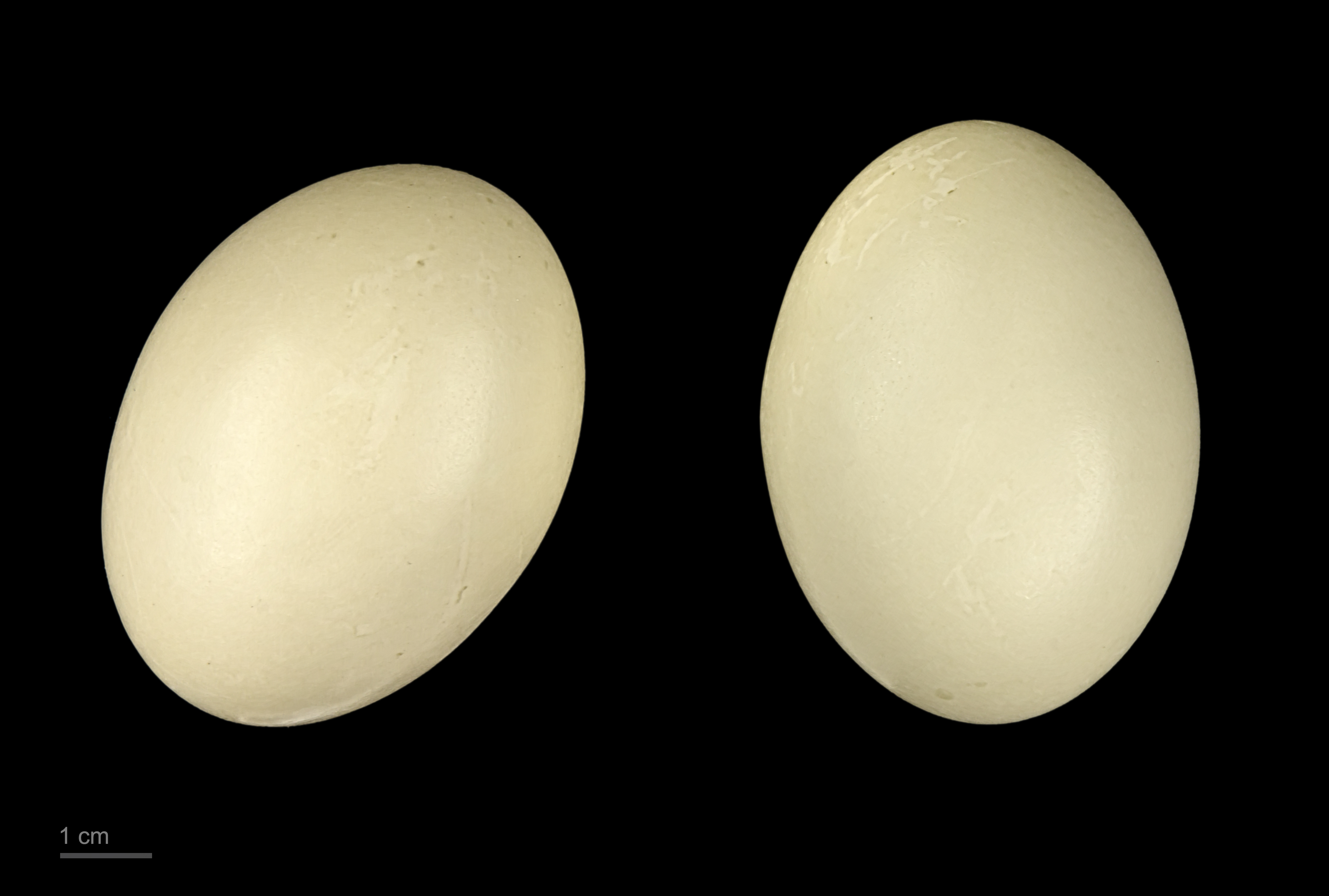
Netta rufina

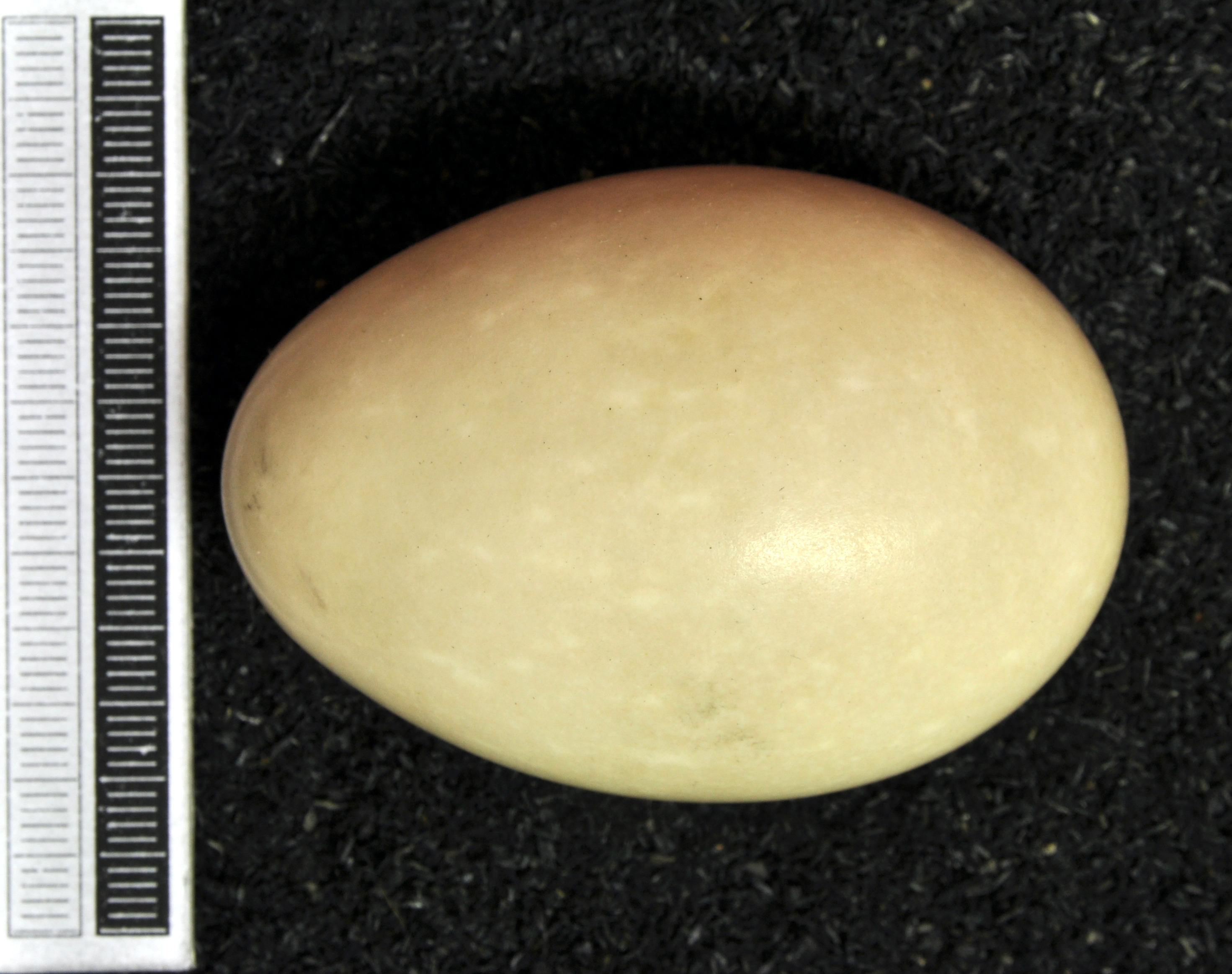
Egg, collection Museum Wiesbaden

赤嘴潜鸭（学名：Netta rufina）为鸭科狭嘴潜鸭属的鸟类，俗名大红头。是一種大型的潛水鴨。其學名源自希臘語 Netta “鴨”，以及拉丁語 rufina，意為“金紅色”（來自 rufus，“紅潤”）。

## 分布與棲地
分布于亚洲、欧洲、印度、非洲，包括中国大陆的内蒙古、新疆、青海、四川、西藏、云南等地，一般生活于湖泊。该物种的模式产地在里海及Tartarian沙漠的湖沼间。
它的繁殖棲地是南歐的低地沼澤和湖泊，從黑海的草原和半沙漠地區延伸到中亞和蒙古，冬季則遷徙至印度次大陸和非洲。它有一定的遷徙特性，北方的鳥類在冬季會遷徙到更南的北非。

## 描述
成年的雄性赤嘴潛鴨特徵明顯。它有一個圓形的橙色頭部，紅色的喙和黑色的胸部。兩側為白色，背部為棕色，尾部為黑色。雌性主要為淡棕色，背部和頭頂較深，臉部呈現白色。換羽期的雄鳥與雌鳥相似，但喙為紅色。它們是群居鳥類，冬季常與其他潛水鴨，如紅頭潛鴨混群，形成大群體。它們主要通過潛水或啄食來覓食。它們吃水生植物，並且通常比大多數潛水鴨更頻繁地將身體倒置來覓食。
雄鳥會發出喘息聲 veht。雌鳥則可聽到一系列沙啞的 vrah-vrah-vrah 聲音。

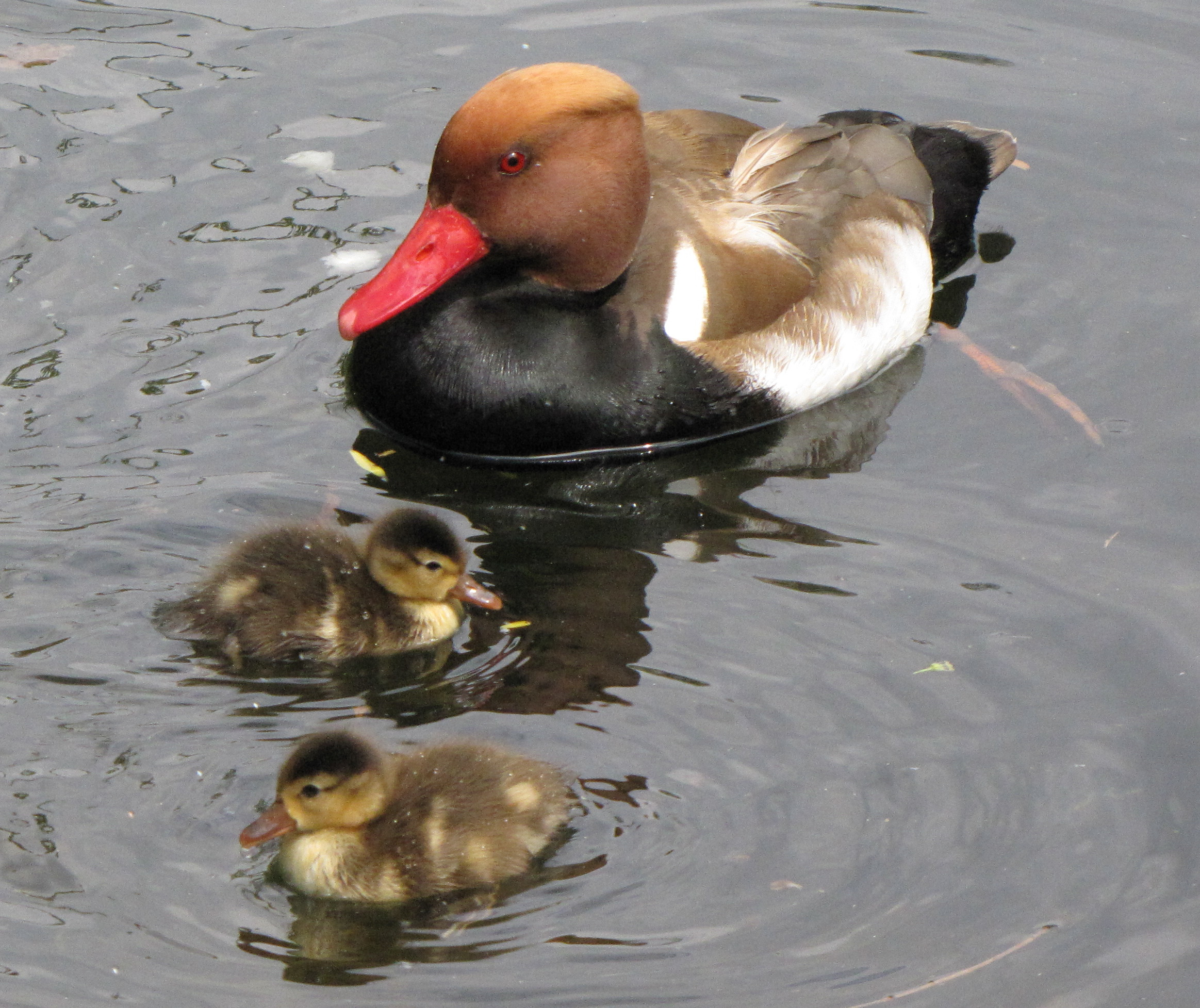
雄鴨與小鴨

## 習性
赤嘴潛鴨在湖邊的植被中築巢，每次產下8-12顆淡綠色的蛋。這些鳥類在英倫三島的狀態非常混亂，因為多年來有許多逃逸和故意釋放的個體，以及來自大陸的自然訪客。然而，最有可能的是它們是逃逸後在野外繁殖，並且成功建立了野生種群。它們在英格蘭的某些地區最為常見，包括格洛斯特郡、牛津郡、北安普敦郡，以及萊斯特郡。

## 保育
赤嘴潛鴨是非洲-歐亞遷徙水鳥保護協定（AEWA）適用的物種之一。